# Cushing (Texas)
Cushing è una città degli Stati Uniti d'America, situata nello Stato del Texas, nella Contea di Nacogdoches.